# فيرناندو كاليرو
فيرناندو كاليرو (14 سبتمبر 1995 في إسبانيا - ) (بالإسبانية: Fernando Calero Villa)‏ هو لاعب كرة قدم إسباني في مركز الدفاع. لعب مع ريال بلد الوليد ب وريال بلد الوليد وAtlético Malagueño ‏.

## روابط خارجية
- فيرناندو كاليرو على موقع قاعدة بيانات كرة القدم.إي يو (الإنجليزية)
- فيرناندو كاليرو على موقع Soccerway.com (الإنجليزية)
- فيرناندو كاليرو على موقع عالم كرة القدم.نت (الإنجليزية)